# Fahéjszínű likacsosgomba
A fahéjszínű likacsosgomba vagy aranysárga likacsosgomba, domború likacsosgomba (Hapalopilus nidulans) az Agaricomycetes osztályának taplóalkatúak (Polyporales) rendjébe, ezen belül a likacsosgombafélék (Polyporaceae) családjába tartozó, Eurázsiában és Észak-Amerikában elterjedt, mérgező gombafaj.

## Megjelenése
A fahéjszínű  likacsosgomba korhadó fákon növő taplógomba. A termőtest 3–10 cm széles, 1–3 cm vastag domború, félkör vagy vese alakú. Húsa viszonylag vastag. Színe matt fahéj-, narancs- vagy vörösbarna. Felületén nincsenek növekedési sávok, molyhos-bársonyos, gyakran dudoros, gödörkés.
Termőrétege csöves, likacsos. Az 1 cm mély pórusok kerekdedek, viszonylag szűkek, 2-4 db is jut egy milliméterre. Színe a kalapéval megegyezik. Spórapora fehér. A spórák 4-5,5 x 2-3 mikrométeresek, elliptikusak, sima felületűek, belül olajcseppek találhatók.
Húsa fahéjszínű, puha. Kálium-hidroxid hatására élénklila színűre változik. 

### Hasonló fajok
Hasonlít hozzá a nem ehető, védett sáfrányszínű likacsosgomba (Hapalopilus croceus).

## Elterjedése és termőhelye
Az egész északi félteke mérsékelt övi zónájában előfordul, Európában, Ázsiában és Észak-Amerikában. Feltűnt Ausztráliában és Indiában is, lehetséges hogy behurcolták. Magyarországon nem túl gyakori gomba.
Különböző korhadó lombos fák (főleg tölgy és bükk, ritkán fenyők) törzsén, ágain  nő. Egyéves szaprobionta, fehérkorhasztó faj. Júliustól novemberig terem.
Mérgező. Poliporsavat tartalmaz, máj- és vesekárosodást okoz.

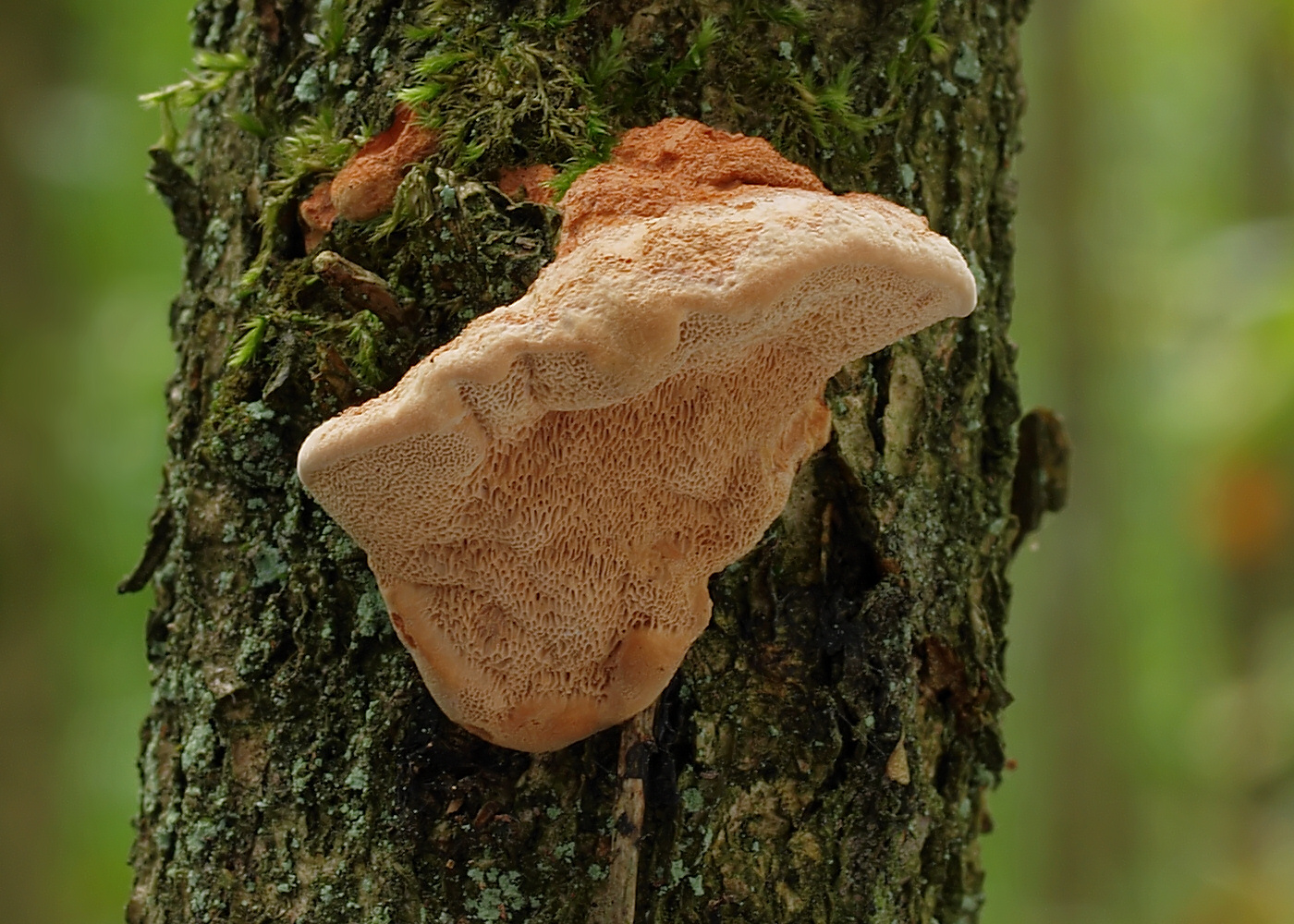
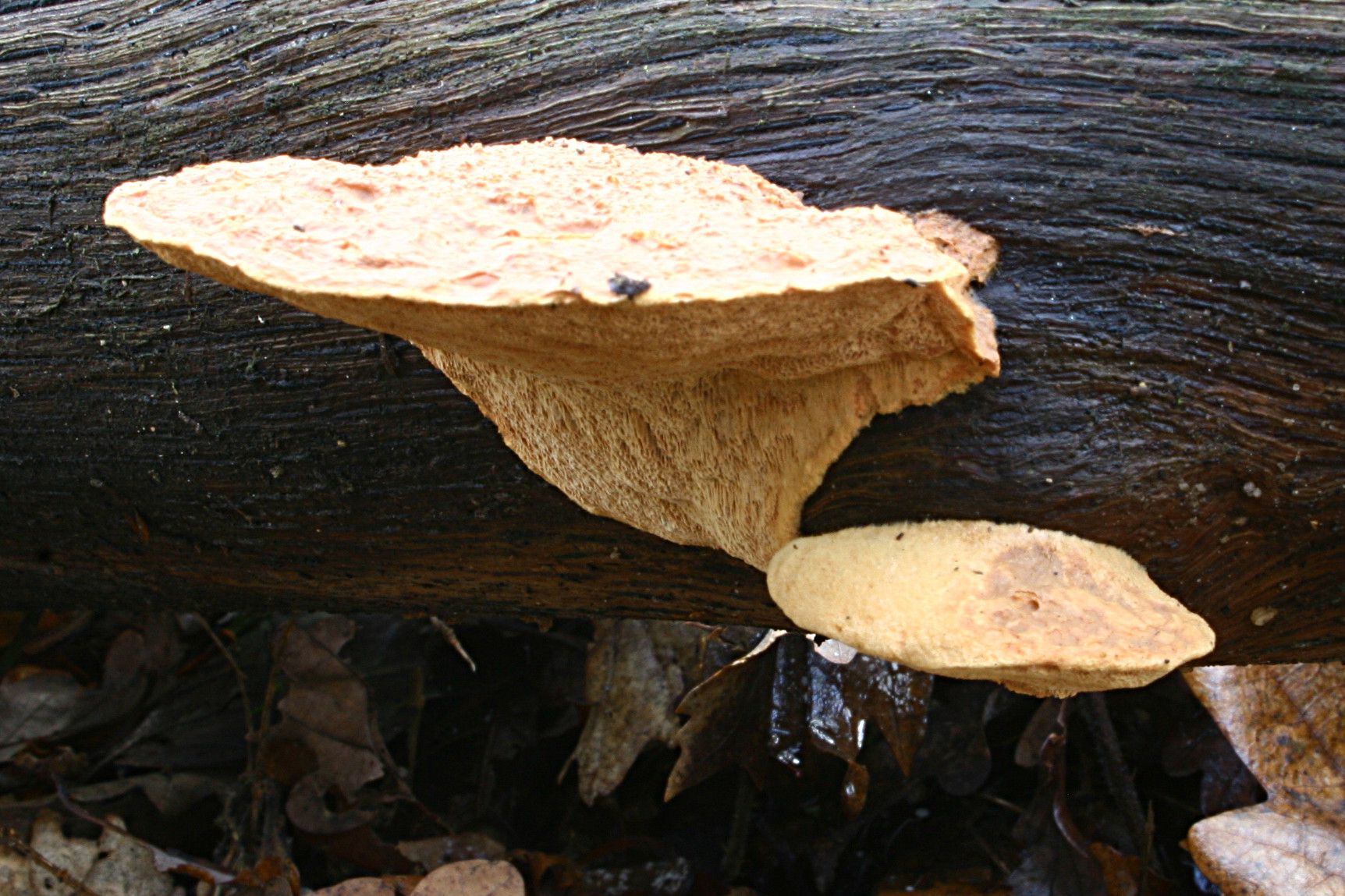
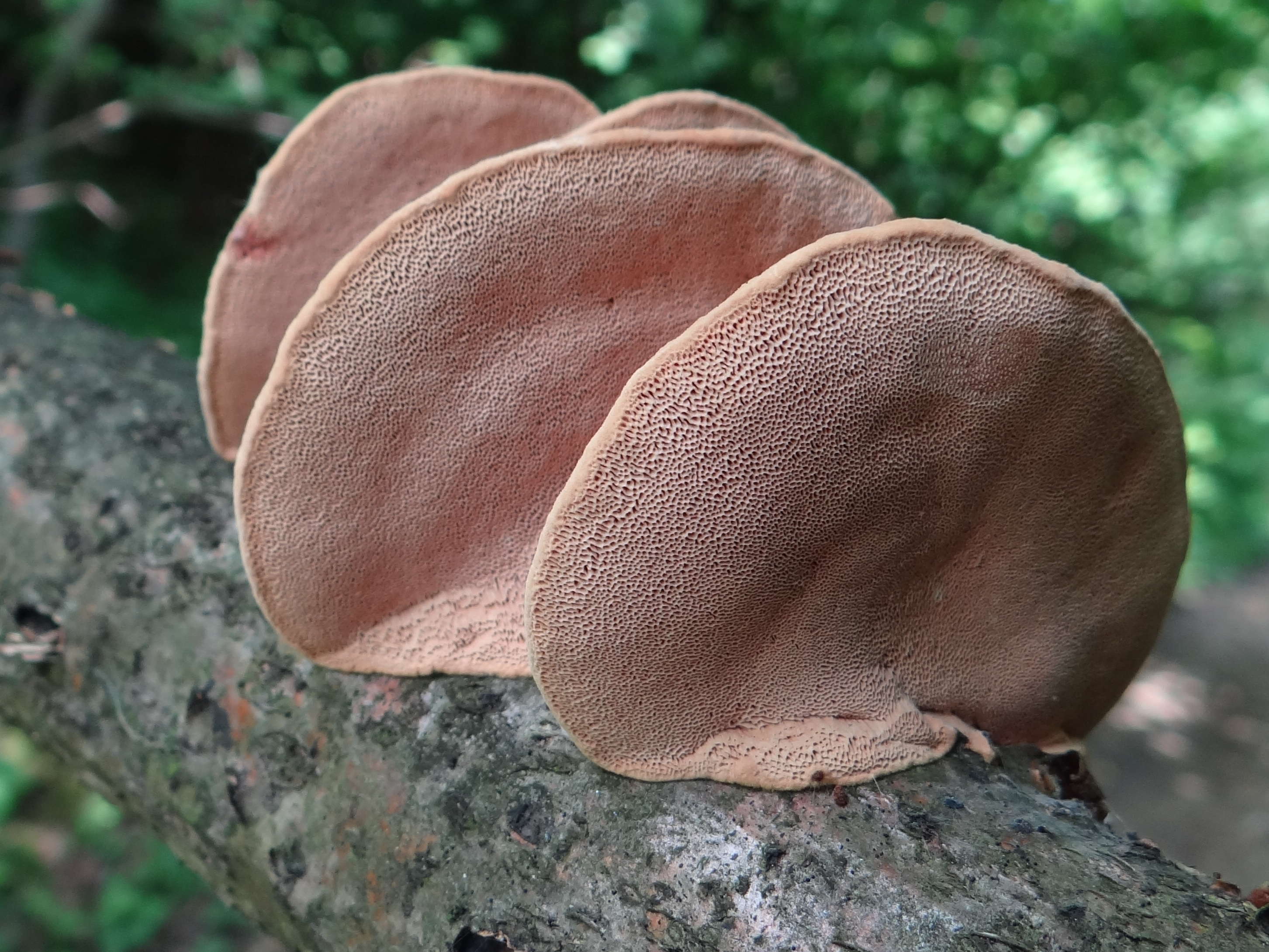
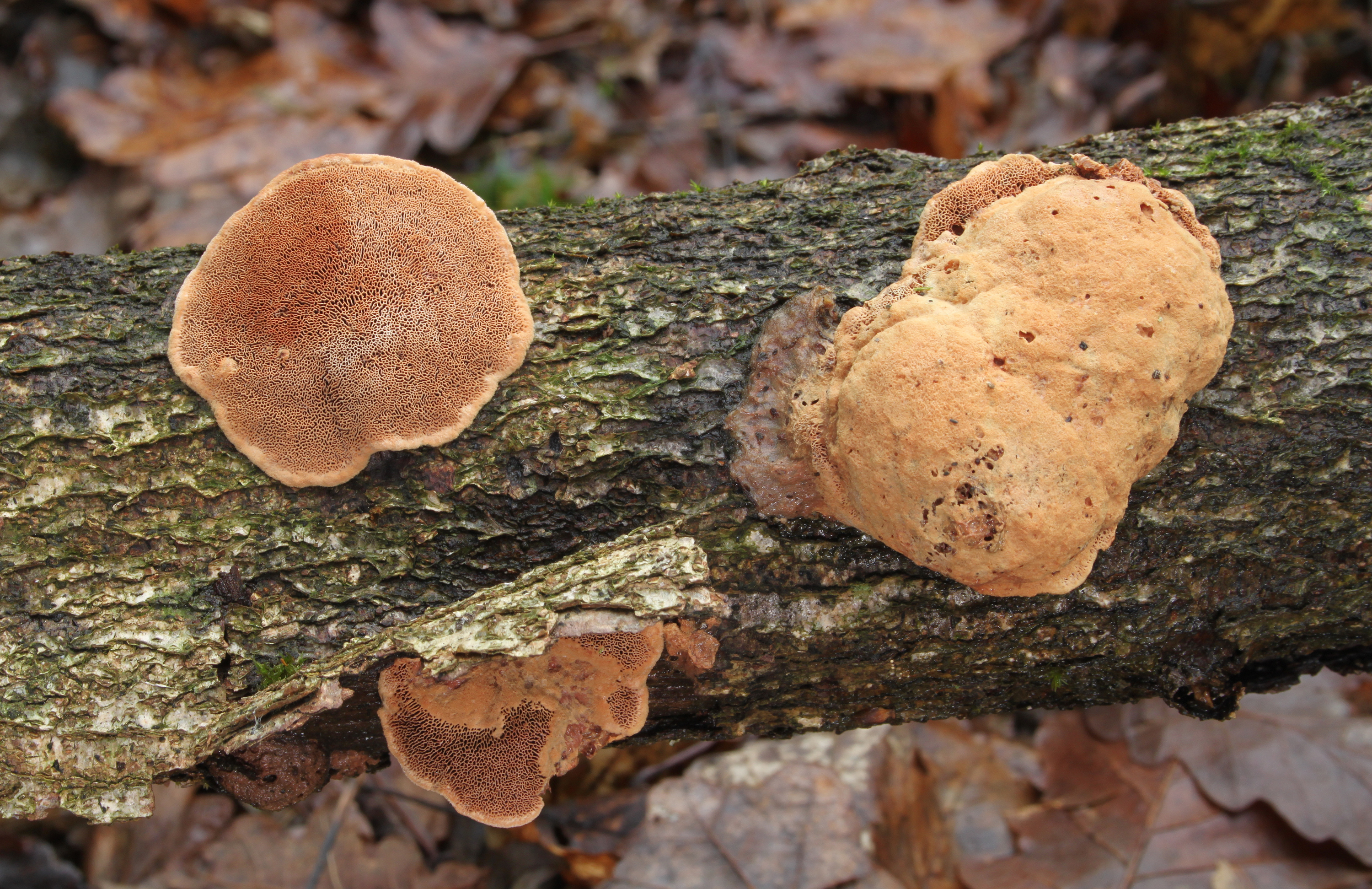